# Ophisma ningi
Ophisma ningi là một loài bướm đêm trong họ Erebidae.